# Lindian

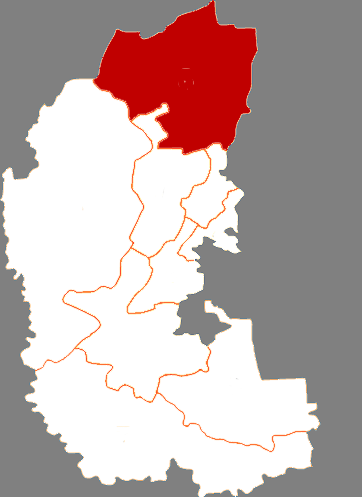
Die Lage des Kreises Lindian in der Stadt Daqing

Der Kreis Lindian (chinesisch 林甸县, Pinyin Líndiàn Xiàn) ist ein Kreis in der chinesischen Provinz Heilongjiang. Er gehört zum Verwaltungsgebiet der bezirksfreien Stadt Daqing. Lindian hat eine Fläche von 3.494 km² und zählt 191.238 Einwohner (Stand: Zensus 2020).